# Stow Minster

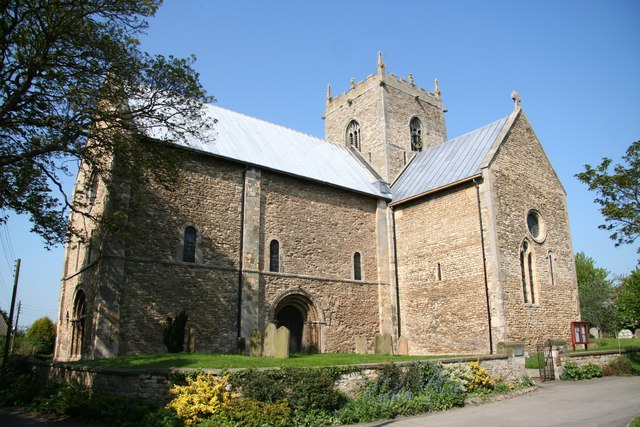
Stow Minster

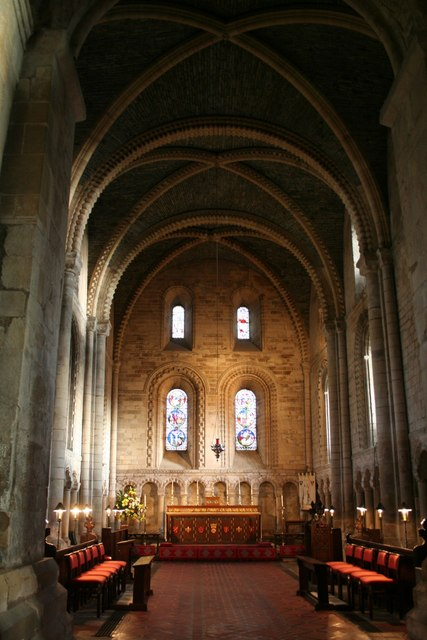
Chor

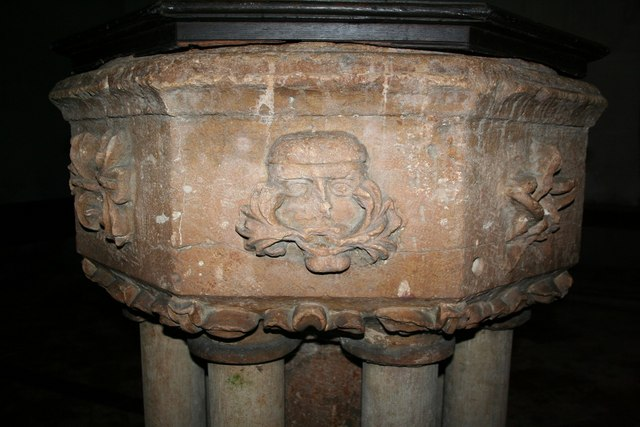
Taufbecken mit „Grünem Mann“

Das angelsächsisch-normannische Stow Minster (auch Minster of Saint Mary) im Dorf Stow, West Lindsey, Lincolnshire ist eine der ältesten Kirchen Englands. Es ist als Grade-I-Baudenkmal eingestuft. Zusammen mit vier benachbarten Kirchen bildet es eine church group innerhalb der Diözese Lincoln der Church of England.

## Lage
Das Stow Minster liegt im kleinen Ort Stow ca. 17 km nordwestlich der Stadt Lincoln im Osten Mittelenglands in einer Höhe von ca. 40 m. Bis zur Nordseeküste bei Grimsby sind es etwa 40 km (Luftlinie); die Großstadt Sheffield ist etwa 65 km (Fahrtstrecke) in westlicher Richtung entfernt.

## Geschichte
Bereits vor der Ankunft der Dänen (ca. 870) gab es in Stow eine Kirche, die möglicherweise als Kathedrale des Bistums Lindsey diente, jedoch in dieser Zeit zerstört wurde. Bischof Eadnoth II. ließ im Jahr 1040 eine neue Kirche erbauen, die – vor den Ende des 11. Jahrhunderts begonnenen Umbauten zur Abteikirche durch Bischof Remigius von Fécamp, einen Begleiter Wilhelms des Eroberers – auch schon wieder in einem beklagenswerten Zustand war. Infolge der Umbauten des 11. Jahrhunderts finden sich an dem bald danach zu einer Pfarrkirche (parish church) herabgestuften Bau sowohl angelsächsische als auch anglo-normannische Elemente.

## Architektur
Der einschiffige, aber mit einem Querhaus versehene Kirchenbau macht von außen einen zwar großen, aber ansonsten ungegliederten und schmucklosen Eindruck, was auch auf die nur grob behauenen  Bruchsteine zurückzuführen ist. Die beiden Portale zeigen deutliche romanische Formen, während die Maßwerkfenster im Vierungsturm und an den Seiten des Chors (chancel) erst in der Zeit der Spätgotik eingesetzt wurden. Während das Langhaus nur über eine Holzdecke verfügt, finden sich im Vierungs- und Chorbereich steinerne Gewölbe, z. T. mit normannischer Ornamentik an den Gewölbebögen und an den Fenstern.

## Ausstattung
Wichtigster Teil der Ausstattung ist ein dem 13. Jahrhundert zugerechnetes Taufbecken ohne christliche Symbole, welches auch den blattumrankten Kopf eines sogenannten Grünen Mannes zeigt. Einige Sitzbänke (pews) stammen aus dem 15. Jahrhundert; andere sind durch Kopien aus viktorianischer Zeit ersetzt.